# Давидюк Микола Іванович
Микола Іванович Давидюк (нар. 18 липня 1988, Переспа, Волинська область) — український політолог, автор книг «Як працює путінська пропаганда» та «Як зробити Україну успішною». Веде YouTube-канал про політику і новини.

## Життєпис
Давидюк народився 18 липня 1988 року, у селі Переспа, Рожищенському районі Волинської області.
Навчався в Національному педагогічному університеті імені М. П. Драгоманова, за спеціальністю «Іспанська мова та зарубіжна література» та стажувався у Harvard Kennedy School при Гарвардському університеті.
З вересня 2008 по січень 2010 року перебував на посаді аналітика в Комітеті виборців України.
2010 року був нагороджений золотою медаллю «М. П. Драгоманов 1841—1895» та грамотою Ректора «за вагомий особистий внесок у розбудову студентського самоврядування, підняття авторитету Університету магістр Інституту іноземної філології». З 2011 року обіймає посаду директора аналітичного центру «Політика» і заснував «Форум нових політичних лідерів».
У 2015 році здобув ступінь кандидата політичних наук, захистивши дисертацію про роль студентського самоврядування у формуванні української еліти. В рамках гранту ЮНЕСКО пройшов стажування в The Maria Grzegorzewska University (Варшава), а у 2017 та 2018 році мав два стажування у Школі управління ім. Джона Ф. Кеннеді при Гарвардському університеті.

Обкладинка

2015 року Давидюк був запрошений на програму «Право голоса» російського телеканалу ТВЦ, на якій довів порушення Мінських домовленостей з боку сепаратистів. Це надихнуло його на написання книги про російську пропаганду, яка отримала назву «Як працює путінська пропаганда» і була презентована в кінці 2016 року. Пізніше книга була успішно перекладена на німецьку, російську, албанську, англійську та білоруську мови.
Національний тренер та викладач International Republican Institute, The Netherlands Institute for Multiparty Democracy та Українська академія лідерства.
2018 року видав книгу «Як зробити Україну успішною?», яка вийшла у форматі розмов з відомими українськими діячами про різні сфери розвитку країни, включаючи Віктора Ющенка, Олександра Ройтбурда, Мирослави Гонгадзе і Левка Лук'яненка. 25 грудня презентував книгу в Києві, 28 березня 2019 — в Острозі, а 15 квітня — у Львові.
Увійшов до списку «Люди НВ 2021. Історії українців, які рухають країну вперед просто зараз».
Увійшов до рейтингу «Топ 50 блогерів України 2024» за версією журналу Фокус.

## Політична діяльність
З 2013 року є сертифікованим спостерігачем за виборами від ОБСЄ. Працював на виборчих кампаніях в Грузії — 2013, Іспанії — 2015 та Киргизстані — 2017.
Разом з Мустафою Найємом у лютому 2019 року став співзасновником громадсько-політичного руху «Дій з нами».
Пізніше у 2019 році був політтехнологом партії та кандидатом у народні депутати України від партії «Голос» під номером 27. На позачергових виборах до Верховної ради 2019 року його партія посіла п'яте місце (5,82 %), що дозволило їй у Верховній Раді України IX скликання отримати 17 мандатів за партійними списками. У результаті, до Верховної ради не пройшов.

## Проєкти
Реалізував проєкт з ребрендінгу Пархомівського художнього музею ім. Луньова. В рамках якого було створено нову айдентику, комунікаційну стратегію, лінійку брендової продукції та сучасний аудіо-гіди, записаний українськими зірками.
Крім того, музей отримав колекцію сучасного українського мистецтва. До неї увійшли твори Івана Марчука, Марії Приймаченко, Петра Лебединця, Іллі та Марії Чичкан, Наталії Корф-Іванюк, Романа Мініна, Сергія Майдукова, Антона Логова, Сергія Галицького та інших.
У рамках промокампанії музею популярні блогери та ЛОМИ (Святослав Вакарчук, Севгіль Мусаєва, Мирослава Гонгадзе, Олександр Положинський) отримали від організаторів копії найвідоміших картин з експозиції музею, які активно розміщували у соціальних мережах та розповідали своїй аудиторії, де можна подивитись оригінали творів.
ТРЦ Gulliver запустив на найбільшому екрані в Європі відео про Пархомівський музей.
У селі Пархомівка в рамках проекту було реконструйовано дорогу.

## Активізм
На знак незгоди з кошторисом у 2 млн грн, який чиновники нарахували для подолання наслідків акції протесту під ОПУ, особисто відмив нацистську свастику з будівлі та закликав витратити кошти на проведення судової реформи в Україні.
Давидюк першим розпочав акції протестів проти міжнародних брендів, які не вийшли з російського ринку після повномасштабного вторгнення. Він закликав Auchan, Renault, METRO, Unilever, Philips, Nestlé, Pernod Ricard, Raiffeisen Bank Aval та інших припинити спонсорувати державу-терориста.

## Діяльність під час війни
Після деокупації Київщини разом з командою запустив благодійний проєкт з пошуку архітектурних рішень для відбудови Бородянки. Понад 30 українських та іноземних бюро подалися на конкурс — всі напрацювання були передані місцевій адміністрації.
В рамках проєкту була організована фандрайзингова кампанія за підтримки міжнародних партнерів і посольств Литви, Нідерландів, Швеції, Угорщини, Латвії, Естонії та представництва ООН в Україні.
Також в партнерстві з KSE в Бородянці пройшла літня школа з відбудови міст, в якій студентів навчали викладачі провідних європейських університетів. Завдяки цьому, коштом Угорщини в селі Загальці Бородянської ТГ Бучанського району відкрили модульний дитячий садок на 55 дітей.
Разом з Київською школою економіки, народною депутаткою Роксоланою Підласою та відомим ілюстратором Сергієм Майдуковим облаштували сучасне бомбосховище для школярів з міста Черкаси.
Зібрав 2 млн грн на БПЛА Shark для 47-ї бригади. Займався активним збором коштів на підводні дрони, наземні дрони для евакуації військових, та FPV-дрони, зібравши десятки мільйонів гривень для потреб ЗСУ. У 2023 році отримав від Валерія Залужного нагрудний знак «За сприяння війську». У 2024 році був нагороджений міністром оборони України відзнакою «За сприяння обороні»[джерело?].